# 平成研究会
平成研究会（へいせいけんきゅうかい）は、かつて存在した自由民主党の派閥。1987年7月4日に結成され、2024年12月27日に総務大臣に解散届を提出し、同日付で正式に解散した。略称は平成研（へいせいけん）。旧称は経世会（けいせいかい）。
自由党吉田茂派を起源に持ち、周山会（佐藤派）・木曜クラブ（田中派）の流れを汲む。吉田茂が率いた自由党の流れを汲むため、宏池会系派閥（宏池政策研究会（岸田派）、志公会（麻生派）、有隣会（谷垣グループ））と共に保守本流とされる派閥の一つであった。

## 概説
自由党の流れを汲むため、宏池会系派閥（宏池政策研究会（岸田派）、志公会（麻生派）、有隣会（谷垣グループ））とともに保守本流とされる。派閥の源流は旧自由党の吉田派から佐藤派（周山会）と池田派（宏池会）と分ける形で派閥を形成したことが始まりである。その後、田中角栄が1972年に木曜クラブ（田中派）として佐藤派の大部分を引き連れ独立、さらに竹下登が1985年2月7日、派内の勉強会「創政会」を結成。同年2月27日、田中が脳梗塞で倒れ、1987年7月4日、竹下は経世会として田中派の大部分を引き連れ独立した。1994年に平成政治研究会に改称し、その後平成研究会に再度改称され、2024年12月27日に解散した。
田中派時代の昭和50年代から平成中期にかけて主流派として自民党の政治に大きな影響を与えた。田中が最大派閥を維持し闇将軍と呼ばれるほど大きな影響力を発揮、その後昭和の末期に竹下登が経世会として独立してから総理大臣に就任した。その後竹下が総理大臣を辞任した後も影響力は大きく、小沢一郎や羽田孜らが改革フォーラム21として経世会から独立し所属議員数が党内4位に転落しながらも橋本龍太郎や小渕恵三などの総理大臣を誕生させるなど主流派として長年活動していた。しかしその後は、小渕以来総理・総裁を誕生させられていないどころか2003年の自由民主党総裁選挙候補であった藤井孝男以来派閥として独自候補を擁立できない状況が続いていたが、派閥としては2024年自由民主党総裁選挙に会長の茂木敏充、そして副会長のうちの一人である加藤勝信が出馬した(茂木は6位、加藤は9位に終わっている)。また、総裁以上にさまざまな人物が就任している党幹事長にも2000年に野中広務が退いて2021年に茂木敏充が14人のべ16代ぶりに就任するまで厳しい状況が続いた。そのようなこともあり、派内から派閥領袖に就任した者の指導力に対する疑問が出たり、派閥として結束した行動ができないケースもしばしばある。
民主党政権下でも出身者の鳩山由紀夫が総理大臣、小沢一郎が幹事長、岡田克也が幹事長と副総理を務めて中枢を担っていた。

## 歴史

### 創政会

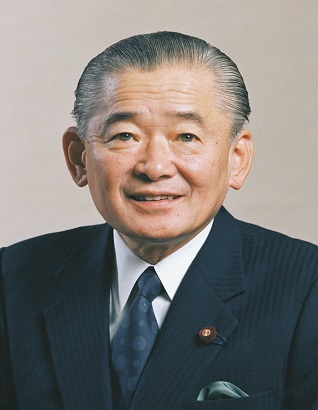
竹下登

1985年1月27日、竹下登は目白台の田中角栄邸を訪れ、「田中派の枠内で政策研究会を創りたいので、お許しを願いたい」と述べた。田中は「いいだろう」と答え、余裕の構えを見せたが、その2日後、入会申込者が70人に到達していることを知ると猛烈な切り崩し攻勢に出た。2月7日、竹下、金丸信らを中心とする勉強会「創政会」が木曜クラブ（田中派→二階堂グループ）内に結成される。竹下らは81人の入会署名を集めていたが、この日集まったのは40人。田中、竹下の痛み分けという結果となった。同年2月27日、田中は脳梗塞で倒れ、一命はとりとめたものの言語障害などが残った。
1986年4月25日、創政会は解散した。同年7月6日に行われた衆参同日選挙で自民党は圧勝し、竹下登幹事長が誕生した。同年9月27日、木曜クラブは国会議員研修会を軽井沢プリンスホテルで開催。二階堂進は会長挨拶で、名指しはせずに「総裁候補にふさわしい人材を一致して送り出す用意がある」と述べた。懇親パーティーで二階堂は竹下に「名前を言わなくて悪かった」と告げた。竹下は「とんでもない。ありがとうございます」と返した。周到に準備されたスピーチであったが、翌日の全国紙は一面の見出しに、5段、6段抜きで「二階堂会長、次期総裁選は竹下擁立を示唆」と掲げた。この報道は田中家を刺激した。帰京した二階堂をすぐに訪ね、真意を詰問した。それとともに二階堂と竹下の関係も悪化していった。
1987年1月1日、目白台を訪ねた二階堂ら4人の田中派幹部は田中と懇談した。取材につめかけた記者も母屋の庭先まで招かれた。その1時間半後、挨拶に訪れた党幹事長の竹下が衆人環視の中で門前払いされる映像がテレビで全国放映された。「竹下を田中派の総裁候補に認めない」という田中家の強い意思表示であることは誰の目にも明らかであった。同年2月28日の第75版『国会便覧』（日本政経新聞社）時点における木曜クラブ（田中派）所属議員は139人を数えた。
田中直紀の口から、4月17日に椿山荘で開かれる山下元利主催のパーティーに田中角栄本人が出席するとの案内が喧伝された。しかし結局、田中は姿を見せなかった。3千人を超える参加者の間にどよめきが走った。事態を見守っていた竹下、金丸はこの結果を確認し、「田中復活なし」との判断を下した。

### 竹下登派時代
1987年5月21日、政治資金パーティー「竹下登自民党幹事長激励の夕べ」が東京プリンスホテルで開かれ、史上空前の1万3千人が参集した。売り上げはおよそ20億円と言われ、田中派からの参加者は128人と9割以上に達した。欠席した二階堂グループの議員はわずか13人で、圧倒的な力の差を見せつけた。同年7月1日、田中派の常任幹事会が開かれるが、総裁候補一本化をめぐる二階堂、竹下両グループの話し合いは決裂。ついに田中派の分裂が確定した。竹下登・金丸信が小沢一郎・小渕恵三・橋本龍太郎ら「竹下派七奉行」を従え田中角栄の派閥を乗っ取った。
同年7月4日、新派閥の「経世会」が結成された。参加議員は計113人。派閥名は民生や経済を意味し中国の古典にある「経世済民」から取られた。会長には竹下が就任し、竹下派と呼ばれた。ここに至り、当時141人の議員を有していた田中派は、（1）竹下派、（2）木曜クラブ（二階堂グループ）、（3）中立系の3つのグループに分裂した。分裂時の各グループの内訳は下記のとおり。
| 派閥           | 議員数 | 議員名 |
| -------------- | ------ | --- |
| 竹下派         | 113    | （省略） |
| 二階堂グループ | 15     | 江﨑真澄、久野忠治、二階堂進、松野幸泰、山下元利、稲村利幸、小坂徳三郎、田村良平、 林義郎、有馬元治、保岡興治、田中直紀、井上吉夫、川原新次郎、吉川芳男 |
| 中立系         | 13     | 小沢辰男、渡辺紘三、戸井田三郎、後藤田正晴、今枝敬雄、木村睦男、河本嘉久蔵、世耕政隆、 大鷹淑子、森下泰、長谷川信、浦田勝、海江田鶴造                   |

同年10月20日、中曽根康弘の裁定により、竹下、安倍晋太郎、宮澤喜一のうちの3人から、竹下が次期自民党総裁に内定した。

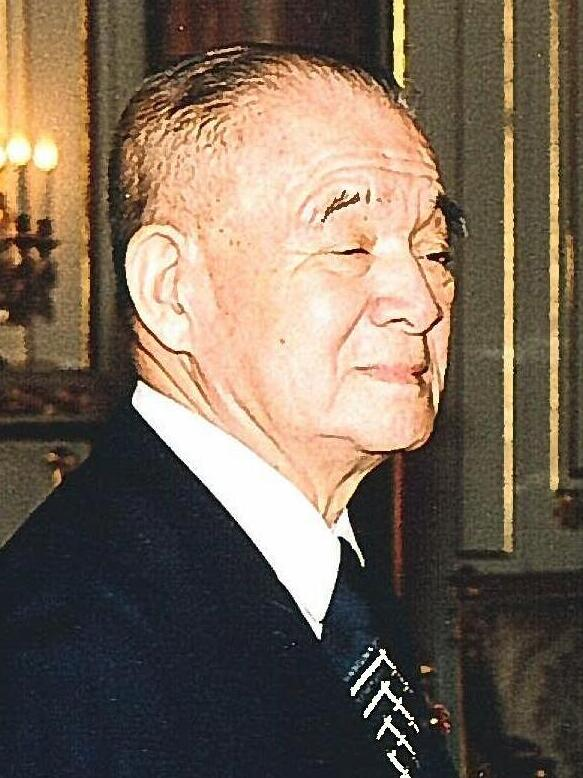
金丸信

同年11月6日の竹下内閣発足時には、竹下派は121人に増えた。竹下の総理就任後、金丸信が経世会会長に就任した。
1989年6月3日、竹下がリクルート事件で首相を辞任。しかし竹下派はその後も、最大派閥として、人事・資金の両面から自民党を、ひいては日本政界を実質支配し、「経世会支配」と呼ばれた。また、このころには竹下派七奉行などの有力政治家を擁していた。リーダーによる鉄の締め付けが残る経世会は「一致結束・箱弁当」と形容された。派閥名が変わった今日でもこの派閥を経世会と呼称する人が多いのは、この時期の同派の影響力を物語っている。
竹下派の有力幹部は永田町のTBRビルに事務所を構えていたが、高級官僚や米国高官が内閣総理大臣官邸よりも、TBRビルを優先して訪問していた様は、首相による権威の低下と経世会支配の象徴とされた。
元は竹下が会長だったが、留守を預かっていたはずの金丸が竹下退陣後も会長に留任し、日本における影の権力者として君臨。これを受けて最高権力者の竹下との関係が悪化した。特に、金丸子飼いの小沢一郎が自民党幹事長辞任後に経世会会長代行に就任し、金丸の庇護のもとに辣腕をふるったことは竹下に近い議員の反発を買った。この頃には、海部内閣の衆議院解散に際して小沢が反対して海部内閣が総辞職に追い込まれた海部おろしなどの動きがあり、海部内閣から宮澤内閣に至る時期は、金丸、竹下、小沢のいわゆる「金竹小（こんちくしょう）」が政府および自民党の実権を掌握していた。
1992年10月14日、金丸は東京佐川急便事件の責任をとり、議員辞職願を提出し、会長も辞任した。10月16日、経世会の総会が開かれる。出席者は所属議員109人中93人。竹下派を支えてきた七奉行がここで真っ二つに割れた。小沢支持グループは奥田敬和、渡部恒三に小沢を加えて3人。これに対し、反小沢グループは橋本龍太郎、小渕恵三、梶山静六の3人。派内状況の行方を決定付ける立場に立っていたのが、これまで独自の道を歩んでいた羽田孜であった。羽田は総会が終わると真っ直ぐに赤坂プリンスホテルに向かった。ホテルの一室に入ると、小沢を筆頭に奥田、佐藤守良、石井一、左藤恵らがいた。奥田は一枚の文書を羽田に示した。経世会新会長に誰を推薦するとは書いてなかったが、羽田を想定していることは明白であった。この会合から小沢支持グループの「羽田会長構想」がスタートした。
この抗争においては、反小沢グループは小渕を担ぎ出す方針を決めた。衆議院は数が拮抗していたものの、実権を取り戻したい竹下が参議院は反小沢でまとまるよう青木幹雄に指示。加えて宮澤喜一首相が現職の蔵相である羽田の派閥活動を行きすぎがあるとして警告を発した。
同年10月21日、議院運営委員会で金丸の議員辞職願が受理される。同日朝、国会地区のキャピトル東急ホテル前で「羽田擁立集会」が始まった。そして午前10時、最高幹部会が開かれると、沈黙を守っていた金丸から小沢に「すぐに事務所に来い」と電話が入る。小沢が赴くと金丸は「いつまで子供みたいな喧嘩をしてるんだ」と叱責した。金丸の隣には竹下がいた。「ここは小渕で行くしかないだろう。敵が少ないのがこの際一番だ」と竹下は言った。「参院経世会を動かしたのは竹下さんですね。納得できません。卑劣じゃないですか」「だから君は若いんだ。参院の小渕待望論が亀裂の溝を埋めるんだ」「あなたの認識はずっとおかしい」
竹下の説得は平行線をたどり、小沢は聞く耳を持たなかった。午後に再開された最高幹部会も膠着状態が続いた。午前0時を回ったとき、座長格の原田憲が突然席を立ち、記者会見で「新会長には小渕君が適任だと考える」と述べた。同年10月28日午前11時から始まる臨時総会で半ば強引に竹下子飼いの小渕の会長就任が決まった。それから5時間後、羽田は政策集団「改革フォーラム21」を結成すると発表した。
同年12月18日、小沢支持グループは「改革フォーラム21」を派閥に衣替えし、44人から成るグループ「羽田派」（代表：羽田孜）を正式に結成。これにより竹下派は党内第四派閥の小渕派と、第五派閥の羽田派に分裂した。

### 小渕派時代

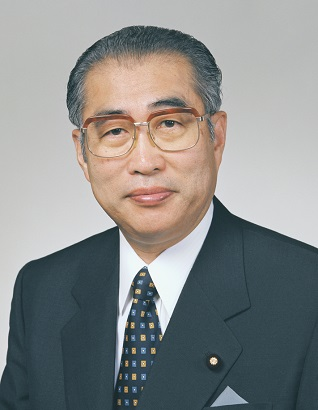
小渕恵三

1993年6月、羽田・小沢派は離党して新生党を結成。細川護煕を首相とする非自民政権を樹立した。
細川・羽田内閣と非自民政権が短期間で崩壊、村山内閣が成立し自民党が与党に復帰すると、小渕派も次第に勢力を回復した。1995年の総裁選で竹下は派閥幹部の橋本龍太郎の擁立を決定。総裁就任後、1996年1月の村山内閣退陣をうけ、後任の総理大臣に就任した。その間、党内の派閥解消運動や、小派閥転落で事務所維持費が厳しくなったため、田中派時代より入居していた砂防会館から経世会の看板を下ろし、平成政治研究会に改称した。その後、平成研究会に改称。
派閥出身の橋本龍太郎が首相時代に普天間基地移設問題に尽力したこともあり、防衛問題や沖縄問題に強い派閥として知られている。
1998年7月の参議院議員選挙で敗北すると、竹下は即座に総理総裁職を橋本から派閥会長である小渕へ交代するよう指示。後継の会長には綿貫民輔が就任した。この決定を不服として、梶山静六は派閥を退会して独自に総裁選に出馬。佐藤信二と菅義偉も梶山に従って退会した。
竹下は小泉純一郎を出馬させて三つ巴の形を採り、それまで「一致結束・箱弁当」と呼ばれた小渕派が初めて綻びを見せた。この頃から、将来をつなぐはずだった若手のほとんどが小沢・羽田らと共に自民党を離党したことを背景に、小渕派の後継者が不在であることが派閥のアキレス腱として囁かれ始める。

### 橋本派時代

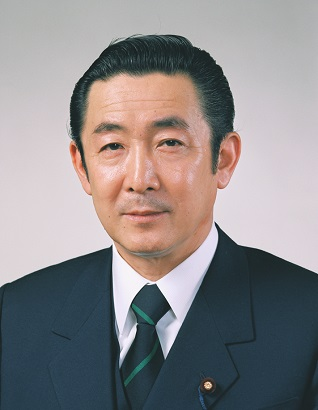
橋本龍太郎

2000年に小渕、竹下が相次いで死去。7月に綿貫が衆議院議長に就任し派閥を離脱したため橋本が後任の会長に就任した。しかし、実質的に派閥の実権を握っていたのは、野中広務と青木幹雄であった。
橋本は、2001年4月、森総裁の後任を選ぶ総裁選に出馬したが、小泉純一郎に大敗した。田中派以来、「一致結束・箱弁当」と呼ばれる鉄の団結を誇ったが、小泉政権成立以降、総裁候補が不在のままとなり求心力が低下した。また、角福戦争以来の怨念を抱く小泉首相からは、「抵抗勢力」と位置付けられて目の敵にされ、小泉政権では2003年9月まで橋本派は党執行部から外された。橋本派が党執行部ポストに就任できなかったことは過去を遡ると田中派時代の三木政権（1974年 - 1976年）以来25年ぶりのことであり、橋本派の影響力低下を物語った。
2003年の総裁選において、反小泉の急先鋒であった野中が独自候補の擁立を主張したものの、青木幹雄や村岡兼造が小泉支持を表明したために野中は完全に孤立。総裁選のさなかに野中はこれを理由に議員引退を表明する事態となった。派内からは笹川尭・熊代昭彦など複数の会員が公然と出馬意欲を示すなど大きく混乱したが、最終的に藤井孝男を擁立。派内の支持をまともに得られない中で藤井は落選し、小泉が再選された。その後の小泉政権下の党役員人事では2003年9月から2004年9月まで額賀福志郎が政調会長に、2004年9月から2006年9月まで久間章生が総務会長に起用され、久々に党三役ポストを得た。
2004年に日歯連闇献金事件が浮上し、野中広務や青木幹雄が立ち会う形で橋本龍太郎が1億円の小切手を受け取り、政治資金収支報告書に闇献金として処理していた疑惑が浮上（この疑惑では村岡兼造元官房長官が在宅起訴され有罪）。2004年7月30日、橋本は責任をとる形で会長を辞任。派からも離脱し、2005年の衆院解散で政界を引退した（その翌年に死去）。その後、綿貫民輔元衆議院議長、次いで保利耕輔元自治大臣兼国家公安委員会委員長の会長就任の声が上がるも、両者はともに固辞した。
さらに、郵政国会での郵政法案の対応を巡り2005年の第44回衆議院議員総選挙で綿貫・保利ら法案反対組が非公認となり、党内第一派閥の座を森派（現・安倍派）に明け渡した。

### 津島派時代

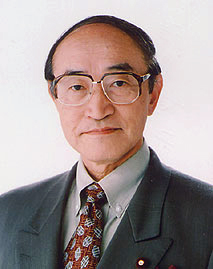
津島雄二

会長不在の状態が続いたが、第3次小泉改造内閣が成立した4日後の2005年11月4日、会長に津島雄二が就任。2003年9月の総裁選以来、派内で続いている衆院と参院のわだかまりの解消が大きな課題であった。また、衆議院幹部の多くが、1993年以降の政界再編の中で離党後に復党した「出戻り」（ほとんどが小沢一郎率いる新進党からである）や「外様」議員（鳩山邦夫（2010年に2度目の離党）・笹川堯・石破茂・船田元など）となり、生え抜きは額賀などの少数派となった。会長の津島も元は旧宮澤派出身の出戻り組であった。
もともと経世会分裂とその後の嘘つき解散において、船田元・鳩山邦夫などの将来を担うと目された議員が離党ないし派閥離脱し（その後大半が復党したが、鳩山邦夫は再度自民党を離党、船田元は落選した）、"NYKK"の一人といわれた中村喜四郎（現在は立憲民主党所属）がゼネコン汚職事件で失脚するなど、人材が不足する中で藤井孝男・鈴木宗男・額賀福志郎が「御三家」とみなされるようになった。しかし、鈴木が2002年に不祥事で失脚し、離党と橋本派離脱を余儀なくされたほか、藤井も2005年の郵政政局で離党・落選した（藤井は2007年の参院選で当選し、復党と同時に再入会をしたが、2010年に再離党し新党たちあがれ日本を結成）。
このため最後まで残った額賀福志郎を総理総裁候補として育てていく方向であるという見方が強くなったが、久間章生や青木幹雄が総裁選のたびに額賀擁立に賛同しないなど、自他共に認める総理総裁候補とは言い難い状況であった。また、鳩山邦夫は派閥復帰後も麻生太郎の盟友として活動し、派としての行動の統一がとれなかった。さらに、郵政造反組で復党した議員の多くが他派閥に移籍するか無派閥となっており、世話する幹部が不在となった。
2007年の第21回参議院議員通常選挙では、片山虎之助参議院幹事長をはじめ、武見敬三厚生労働副大臣、青木幹雄参議院議員会長の地元島根県選出の景山俊太郎など、議員立候補者が次々に落選し、参議院においても町村派に次ぐ第2派閥に後退した。
2008年の福田康夫総裁の辞意表明を受けた総裁選で、麻生太郎や与謝野馨に支持表明する派閥幹部が出る中、若手や中堅を中心に石破茂を擁立し、石破が総裁選に立候補したが5位で敗れた。
総裁選後、鳩山邦夫を中心にした戸井田徹、吉川貴盛、馬渡龍治、田村憲久、河井克行の通称「鳩山5人組」も分派行動をとり始めた。鳩山が総務大臣を更迭された際には、集団離脱が懸念された（第45回衆院選で戸井田、吉川、馬渡は落選）。
2009年7月19日、会長の津島雄二が第45回衆議院議員総選挙の直前になって不出馬・政界引退を表明した。同選挙で自民党は結党以来初となる衆議院第一党の座を明け渡す大敗北を喫し、平成研も改選前の45議席から1/3以下となる14議席へ勢力を激減させた。

### 額賀派時代

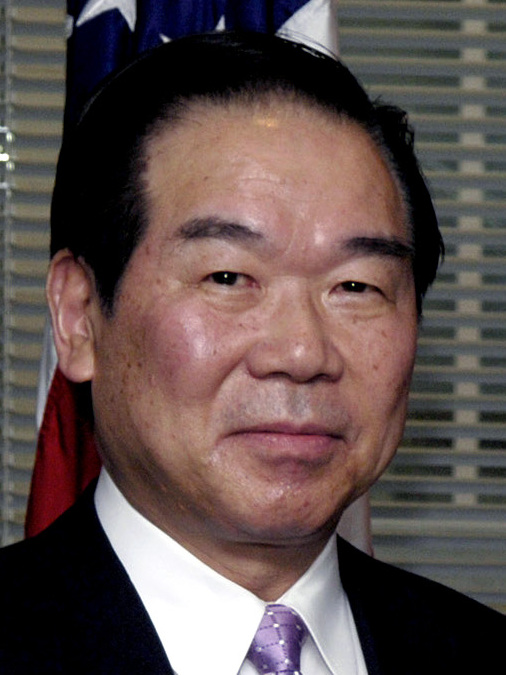
額賀福志郎

2009年9月8日、津島雄二の引退と総選挙大敗の結果を受けて臨時総会が行われ、会長代理の額賀福志郎が会長に就任した。
額賀の会長就任後、政界再編や新党結成などを主張していた鳩山邦夫が離党し、派閥解消を唱える石破茂が2011年に政調会長を離任後に派閥へ復帰せず離脱するなど所属議員の数が減少を続け、党内第三派閥に後退。
2012年の総裁選にも派閥内で候補を擁立することができなかったものの、第46回衆議院議員総選挙で自民党大勝の影響から49議席まで勢力を広げ、党内第二派閥に復活。
しかし2015年の総裁選でも独自候補を擁立できず、さらには2017年に麻生太郎率いる志公会が発足したため再び党内第三派閥に。安倍内閣の主流派であるにもかかわらず額賀の求心力に大きな疑問符がついていた。

### 竹下亘派時代

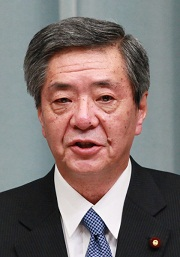
竹下亘

額賀の就任以降、指導力に派内で長らく不満がくすぶり続けたが、2018年1月に参院幹事長で参院平成研会長の吉田博美を中心に派内の参院議員が集団離脱を盾に額賀の退任を要求。額賀は3月に退任を表明し、後任に創設者の竹下の異母弟である竹下亘を指名した。
同年4月に竹下が会長に就任、これにより、26年ぶりに「竹下派」が復活（「大政奉還」とも表現された）。会長代行には茂木敏充と吉田博美を据えた。
2018年の総裁選では、竹下は派として一致した対応を模索したが、派内の衆院議員の多数は現総裁の安倍晋三を推す一方、参院側では青木幹雄の影響などから対抗馬の石破茂支持となり衆参で分裂。事実上の自主投票を選択せざるをえなくなり、かつてのような「鉄の結束」とは程遠い姿を、またしても露呈することになった。
2019年1月9日、竹下が記者会見し、食道がんであることを公表し、会長にはとどまるものの、派閥の運営は当面は最高顧問の額賀、会長代行の茂木、吉田らに委ねることになった。このうち、吉田は病により2019年7月21日投開票の第25回参議院議員通常選挙に立候補せず、同年10月に死去した。その後、竹下は体調が整わないことから、第49回衆議院議員総選挙には立候補せずに政界からの引退を表明し、2021年9月に現職のまま死去した。これ以降一部メディアでは「旧竹下派」の呼称が用いられるようになった。
竹下の死と同日に告示された2021年の総裁選では、会長代行の茂木が「グループとしては大半が岸田氏支持でまとまった。方向性が明確になった」と話し、他候補の支持を認めつつも、派閥として事実上岸田文雄を支持する形となった。竹下自身は生前に岸田を支持することを表明していた。同年10月4日に発足した岸田内閣では、竹下派から党内最多の4人が入閣した。
同年10月6日、石破派を退会していた古川禎久（岸田内閣で法務大臣に就任）が入会し、前日に入会していた小松裕も加え志公会と並んで党内第2派閥となった。
同年10月31日の第49回衆議院議員総選挙では自民党が絶対安定多数を確保したものの、幹事長の甘利明が小選挙区（神奈川県第13区）で落選し、比例代表で復活当選したことを理由に辞任。後任に茂木が就任した。平成研からの幹事長就任は野中広務以来21年ぶりのこととなった。

### 茂木派時代

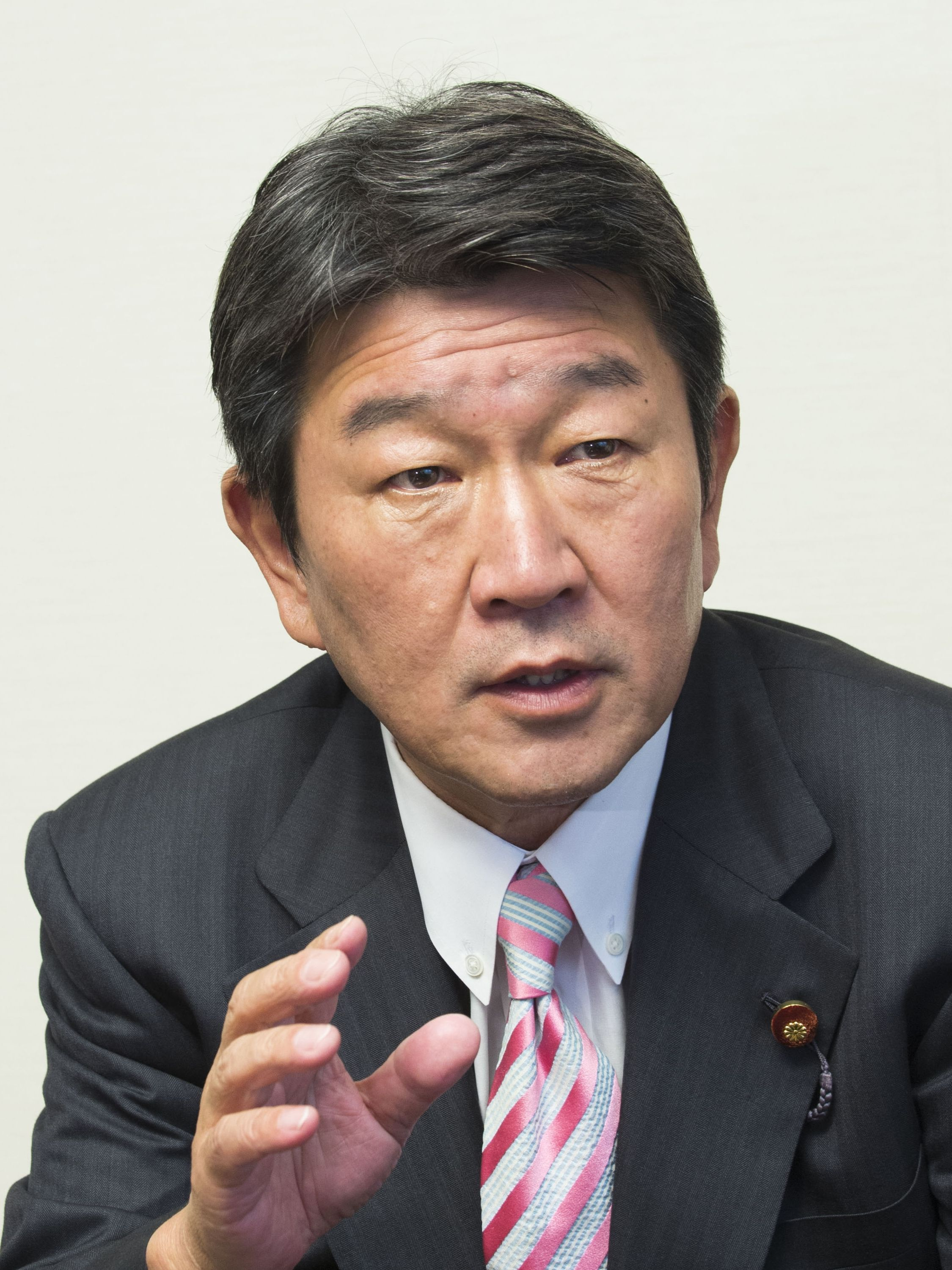
茂木敏充

参院竹下派から船田元を次期会長に推す声もあったが、2021年11月11日の派閥会合にて会長代行の茂木敏充が次期会長に就任することが決まった。同月25日の総会にて茂木が会長に就任し、正式に茂木派へと衣替えした。
2022年8月10日、第2次岸田第1次改造内閣が発足。閣僚数が4人から3人に減ったものの、厚生労働大臣・幹事長・参議院議長の重要ポストを確保し「まあまあ」との意見が聞かれた。
2024年1月23日、岸田文雄首相が「自民党は派閥を解消し、真の政策集団へ移行する」との方針を発表。
同年1月25日、小渕優子自由民主党選挙対策委員長が退会。
同年4月17日、茂木派は会合を開催。前述の岸田首相の方針を受け、政治団体としての届け出を取り下げることを決めた。
同年12月27日、解散届を総務相に提出し、解散した。

## 年表
- 1985年
  - 2月7日 - 木曜クラブ内で、勉強会「創政会」が結成。
- 1987年
  - 7月4日 - 木曜クラブを離脱した113名の議員により、竹下登を会長とする派閥「経世会」を結成。
  - 11月6日 - 竹下内閣発足。第2代会長に金丸信。
- 1992年
  - 10月14日 - 金丸が派閥会長を辞任し、衆議院議員を辞職。
  - 10月28日 - 第3代会長に小渕恵三が就任。これに反発する小沢一郎、羽田孜らのグループは勉強会「改革フォーラム21」を結成。
  - 12月18日 - 改革フォーラム21所属議員が経世会を脱会。羽田・小沢派を発足。
- 1993年
  - 6月18日 - 羽田・小沢派の衆院議員が宮澤喜一内閣への内閣不信任決議案に賛成、可決。
  - 6月23日 - 羽田・小沢派が自民党を離党し、新生党を結成。党首は羽田。
  - 8月9日 - 非自民・非共産8党派による細川内閣が発足。自民党は結党以来初めての下野。
- 1994年
  - 6月30日 - 自民・社会・さきがけによる村山内閣が発足、政権に復帰。
  - 党内の派閥解消運動に連動して経世会が解散し、政策集団「平成政治研究会」が発足。その後「平成研究会」に名を改める。会長は小渕。
- 1995年
  - 9月 - 橋本龍太郎が党総裁に就任。
- 1996年
  - 1月11日 - 第1次橋本内閣発足。
  - 10月20日 - 第41回衆議院議員総選挙で最大派閥に復帰。
- 1998年
  - 7月30日 - 橋本内閣が総辞職し、小渕内閣が発足。第4代会長に綿貫民輔が就任。
- 2000年
  - 7月 - 綿貫の衆議院議長就任に伴い第5代会長に橋本が就任。
- 2004年
  - 7月 - 日歯連事件に絡み、橋本が会長職を辞任し、派閥を退会。以降会長職が空席に。
- 2005年
  - 11月4日 - 第6代会長に津島雄二が就任。
- 2006年
  - 12月 - 復党した古川禎久が派閥に復帰せず離脱。
- 2007年
  - 7月29日 - 第21回参議院議員通常選挙で、3人のみ当選（改選21人）と大幅減で参議院でも最大派閥を町村派に奪われる。
  - 9月28日 - 後藤田正純が退会。
- 2008年
  - 4月 - 定例会で、役員人事の調整が行われる。会長代理を会長代行とし複数人数制へ。額賀福志郎に加えて、鳩山邦夫が会長代行に就任。事務総長も、船田元が副会長へ異動したことに伴い、石破茂が就任。又、顧問のポストに、第21回参議院議員通常選挙で落選した片山虎之助が就任した。
- 2009年
  - 2月 - 総裁選出馬表明後、半年間総会へ欠席を続けていた棚橋泰文衆議院議員が退会。
  - 8月 - 会長・津島が第45回衆議院議員総選挙への不出馬・引退を表明。会も同選挙で会員の落選が相次ぎ参議院議員が多数を占める。
  - 9月8日 - 臨時総会が行われ会長代理・額賀福志郎が第7代会長に就任。
  - 12月 - 田村耕太郎・吉村剛太郎が離党。
- 2010年
  - 3月 - 松田岩夫が除名処分を受ける。鳩山が離党。
- 2011年
  - 10月 - 党役員を退任した石破茂、小坂憲次や鴨下一郎、河井克行が派閥に復帰せず離脱。
- 2012年
  - 12月 - 返り咲きした伊藤達也が派閥に復帰せず離脱。
- 2014年
  - 9月 - 内閣改造と党役員人事に伴い、事務総長の竹下亘が復興相で初入閣。後任に今津寛が就任。
  - 10月 - 桜田義孝・田村憲久・脇雅史の3名が退会。
- 2015年
  - 9月 - 舞立昇治が退会。
- 2018年
  - 3月 - 会長の額賀が派閥会長の退任を表明。
  - 4月19日 - 竹下が第8代会長に、茂木敏充と吉田博美が会長代行に、野村哲郎が副会長に、額賀が最高顧問に就任[45]。
- 2021年
  - 9月17日 - 会長の竹下亘が食道がんのため死去。
  - 11月4日 - 外相で会長代行の茂木敏充が自民党幹事長に就任。
  - 11月25日 - 茂木が第9代会長に、野村に加えて加藤勝信と渡辺博道と松村祥史が副会長に、新藤義孝が事務総長にそれぞれ就任[46]。
- 2024年
  - 4月17日、茂木敏充が政治団体としての届け出を取り下げる方針を決め、「今後は内外の課題解決に向け、仲間が問題意識や政策の方向性を共有できる楽しいグループを目指していきたい」と今後の方針についてに述べた[44]。
  - 12月27日、総務省に政治団体としての解散届を提出し、受理された[1]。

## 歴代会長
| 経世会 - 平成研究会 歴代会長 | 経世会 - 平成研究会 歴代会長 | 経世会 - 平成研究会 歴代会長 | 経世会 - 平成研究会 歴代会長 | 経世会 - 平成研究会 歴代会長 |
| 代                           | 会長                         | 派閥呼称                     | 期間                         |                              |
| ---------------------------- | ---------------------------- | ---------------------------- | ---------------------------- | ---------------------------- |
| 1                            | 竹下登                       | 竹下登派                     | 1987年                       |                              |
| 2                            | 金丸信                       | 竹下登派                     | 1987年 - 1992年              |                              |
| 3                            | 小渕恵三                     | 小渕派                       | 1992年 - 1998年              |                              |
| 4                            | 綿貫民輔                     | 小渕派                       | 1998年 - 2000年              |                              |
| 5                            | 橋本龍太郎                   | 橋本派                       | 2000年 - 2004年              |                              |
| -                            | 空席                         | 橋本派                       | 2004年 - 2005年              |                              |
| 6                            | 津島雄二                     | 津島派                       | 2005年 - 2009年              |                              |
| 7                            | 額賀福志郎                   | 額賀派                       | 2009年 - 2018年              |                              |
| 8                            | 竹下亘                       | 竹下亘派                     | 2018年 - 2021年              |                              |
| 9                            | 茂木敏充                     | 茂木派                       | 2021年 - 2024年              |                              |

※ 太字は首相（総裁）経験者

## 解散時の構成

### 役員
| 会長     | 副会長                     | 政策委員長 | 団体委員長 | 事務総長 |
| -------- | -------------------------- | ---------- | ---------- | -------- |
| 茂木敏充 | 加藤勝信 野村哲郎 松村祥史 | 木原稔     | 牧野京夫   | 新藤義孝 |

### 衆議院議員
| 茂木敏充 （10回、栃木5区）            | 伊藤達也 （9回、東京22区） | 新藤義孝 （9回、埼玉2区）             | 加藤勝信 （8回、岡山3区）            | 木原稔 （6回、熊本1区）             |
| 平口洋 （6回、広島2区）               | 井野俊郎 （5回、群馬2区）  | 笹川博義 （5回、群馬3区）             | 新谷正義 （5回、比例中国）           | 鈴木貴子 （5回、北海道7区）         |
| 鈴木憲和 （5回、山形2区）             | 津島淳 （5回、青森1区）    | 中谷真一 （5回、比例南関東・山梨1区） | 野中厚 （5回、比例北関東・埼玉12区） | 宮崎政久 （5回、比例九州・沖縄2区） |
| 山下貴司 （5回、岡山2区）             | 鈴木隼人 （4回、東京10区） | 古川康 （4回、比例九州・佐賀2区）     | 島尻安伊子 （2回・参2回、沖縄3区）   | 東国幹 （2回、北海道6区）           |
| 五十嵐清 （2回、比例北関東・栃木2区） | 上田英俊 （2回、富山2区）  | 高見康裕 （2回、島根2区）             |                                      |                                     |

（計23名）

### 参議院議員
| 野村哲郎 （4回、鹿児島県）      | 松村祥史 （4回、熊本県） | 石井浩郎 （3回、秋田県） | 佐藤信秋 （3回、比例区）            |
| 佐藤正久 （3回、比例区）        | 牧野京夫 （3回、静岡県） | 渡辺猛之 （3回、岐阜県） | 小野田紀美 （2回、岡山県）          |
| 上月良祐 （2回、茨城県）        | 堂故茂 （2回、富山県）   | 山下雄平 （2回、佐賀県） | 比嘉奈津美 （1回・衆院2回、比例区） |
| 三浦靖 （1回・衆院1回、比例区） | 臼井正一 （1回、千葉県） | 加藤明良 （1回、茨城県） | 永井学 （1回、山梨県）              |
| 山本佐知子 （1回、三重県）      |                          |                          |                                     |

（計17名）

## かつて所属していた人物
- 金丸信
1992年10月14日、議員辞職。

1992年12月18日、派中派改革フォーラム21を派閥として旗揚げし離脱。
- 羽田孜
- 小沢一郎
- 奥田敬和
- 左藤恵
- 佐藤守良
- 渡部恒三
- 石井一
- 中島衛
- 愛野興一郎
- 愛知和男
- 熊谷弘
- 中西啓介
- 二階俊博
- 北村直人
- 畑英次郎
- 魚住汎英
- 金子徳之介
- 前田武志
- 粟屋敏信
- 古賀正浩
- 村井仁
- 井上喜一
- 岡島正之
- 井奥貞雄
- 高橋一郎
- 藤井裕久
- 星野行男
- 杉山憲夫
- 岡田克也
- 増田敏男
- 松浦昭
- 木村守男
- 松尾官平
- 北澤俊美
- 河本英典
- 釘宮磐
- 永野茂門
- 泉信也
- 平野貞夫
- 田村秀昭

- 松田岩夫
1992年12月18日、改革フォーラム21旗揚げに参加し離脱。自民党復党後、再入会するが2009年12月11日に除名。
- 鳩山由紀夫
1993年、自民党離党。新党さきがけに参加。
- 鳩山邦夫
1993年に自民党離党。2000年に復党後再入会。2010年3月15日に再離党。2012年12月28日の再復党時は無派閥。
- 中村喜四郎
ゼネコン汚職事件を巡り1994年に自民党離党。
- 保岡興治
1994年の首班指名選挙で海部俊樹に投票し、自民党離党。復党後は無派閥を経て、近未来政治研究会に入会。
- 梶山静六
1998年総裁選に派を離脱して出馬。
- 佐藤信二、菅義偉
1998年総裁選で梶山擁立を理由に離脱。
- 矢上雅義
第42回衆議院議員総選挙落選後、離脱。
- 平沢勝栄
2000年に退会。無派閥、近未来政治研究会を経て志帥会へ入会。
- 大原一三
2001年に離脱。
- 鈴木宗男
鈴木宗男事件により、2002年3月15日に自民党離党。第44回衆議院議員総選挙では新党大地比例北海道ブロック公認として当選。
- 中本太衛
第43回衆議院議員総選挙落選後、離脱。
- 下地幹郎
第20回参議院議員通常選挙を巡る離党勧告により、2005年に自民党離党。
- 津島恭一
2005年8月12日に自民党離党。8月23日に国民新党に入党。
- 熊代昭彦、小西理、滝実、野呂田芳成、保利耕輔、松下忠洋、森岡正宏、八代英太、綿貫民輔
第44回衆議院議員総選挙で非公認。
- 森山裕
第44回衆議院議員総選挙で非公認。復党後は無派閥を経て、2007年7月に近未来政治研究会に入会。
- 今村雅弘
第44回衆議院議員総選挙で非公認。復党後は無派閥、有隣会を経て、2015年11月に志帥会に入会。
- 小泉龍司
第44回衆議院議員総選挙で非公認。第47回衆議院議員総選挙当選後に無所属として志帥会に入会。第48回衆議院議員総選挙当選後に復党。
- 保坂武
第44回衆議院議員総選挙で非公認。復党後は再入会。2008年9月21日、山梨県甲斐市長選挙に立候補届出。衆議院議員を自動失職。
- 藤井孝男
第44回衆議院議員総選挙で非公認。復党後は再入会するが、2010年4月27日に離党。
- 長谷川憲正
2005年に自民党離党。
- 武見敬三
第21回参議院議員通常選挙落選後に退会。2012年の繰り上げ当選及び東京都選挙区への国替え後は為公会へ移籍。
- 棚橋泰文
2009年2月に退会。無派閥、有隣会、天元会を経て、2017年5月に志公会設立に参加。
- 石破茂
2009年9月、政調会長就任に伴い離脱。2015年9月28日、水月会を設立。
- 田村耕太郎
2009年12月に自民党離党。2010年2月に民主党に入党。
- 吉村剛太郎
2009年12月30日に自民党離党。2010年2月17日付で国民新党に入党。
- 片山虎之助
第21回参議院議員通常選挙で落選後、第22回参議院議員通常選挙に参議院比例区で出馬するため、2010年5月に自民党離党。
- 小池正勝
2010年に自民党離党。
- 大村秀章
2010年12月8日に自民党除名。
- 河井克行
2011年10月に離脱。
- 小坂憲次、鴨下一郎
2011年10月に離脱。2015年に水月会設立に参加。
- 吉川貴盛
- 伊藤公介
第45回衆議院議員総選挙で落選後、日本維新の会に参加。
- 脇雅史
2014年に退会。
- 田村憲久
2014年に退会。2015年に水月会設立に参加。
- 桜田義孝
2014年に退会。2016年10月、志帥会に入会。
- 舞立昇治
2015年9月に退会。同年水月会設立に参加。
- 二之湯武史
第25回参議院議員通常選挙落選後に退会し、宏池政策研究会へ移籍。
- 金田勝年
2019年10月に退会。その後、2020年1月に志帥会に入会。
- 岩井茂樹
2021年5月14日、議員辞職。
- 後藤田正純
2023年1月5日、議員辞職。
- 小渕優子、青木一彦
2024年1月26日、退会。
- 船田元、古川禎久、西銘恒三郎、関口昌一、石井準一、福岡資麿
2024年1月31日、退会。
- 二之湯智
2024年2月6日に自民党離党。

### その他国政選挙落選・引退者
※は、国政選挙落選で非議員、◆は、政界から引退した者。†は物故者。括弧内は、議員でなくなった時点での議会所属。
- 箕輪登†（衆・旧北海道1区）
- 今津寛※（衆・比例北海道）
- 岩倉博文※（衆・比例北海道）
- 高木正明†（参・北海道）
- 津島雄二†（衆・青森1区）
- 山崎力†（参・青森県）
- 内海英男†（衆・旧宮城2区）
- 遠藤要†（参・宮城県）
- 村岡兼造†（衆・秋田3区）
- 榎本和平†（衆・旧山形1区）
- 近岡理一郎†（衆・山形3区）
- 亀岡高夫†（衆・旧福島1区）
- 秋葉賢也※（衆・比例東北）
- 萩野浩基†（衆・比例東北）
- 渡部篤※（衆・比例東北）
- 佐田玄一郎◆（衆・群馬1区）
- 笹川堯※（衆・群馬2区）
- 小渕恵三†（衆・群馬5区）
- 小宮山重四郎†（衆・旧埼玉2区）
- 野中英二†（衆・旧埼玉4区）
- 山口晋※（衆・埼玉10区）
- 山口泰明◆（衆・埼玉10区）
- 佐藤泰三†（参・埼玉県）
- 佐藤明男†（衆・比例北関東）
- 中山利生†（衆・比例北関東）
- 百武公親◆（衆・比例北関東）
- 山村新治郎†（衆・旧千葉2区）
- 渡辺博道※（衆・千葉6区）
- 松本和那◆（衆・千葉7区）
- 元榮太一郎◆（参・千葉県）
- 中村太郎†（参・山梨県）
- 若宮健嗣※（衆・比例東京）
- 渡辺紘三†（衆・旧新潟2区）
- 真島一男†（参・新潟県）
- 河合常則†（参・富山県）
- 永田良雄†（参・富山県）
- 吉田博美†（参・長野県）
- 糸川正晃※（衆・比例北陸信越）
- 小松裕※（衆・比例北陸信越）
- 高鳥修†（衆・比例北陸信越）
- 渡辺栄一†（衆・旧岐阜2区）
- 竹山裕◆（参・静岡県）
- 今枝敬雄†（衆・旧愛知1区）
- 木村隆秀◆（衆・愛知5区）
- 大木浩†（衆・愛知8区）
- 久野統一郎†（衆・愛知8区）
- 吉川博†（参・愛知県）
- 山本幸雄†（衆・旧三重1区）
- 田村元†（衆・旧三重2区）
- 斎藤十朗◆（参・三重県）
- 斉藤斗志二※（衆・比例東海）
- 馬渡龍治※（衆・比例東海）
- 小西哲†（衆・滋賀2区）
- 山下英利※（参・滋賀県）
- 奥山茂彦†（衆・京都3区）
- 野中広務†（衆・京都4区）
- 菱田嘉明†（衆・京都6区）
- 原田憲†（衆・旧大阪3区）
- 渡嘉敷奈緒美※（衆・大阪7区）
- 大塚高司◆（衆・大阪8区）
- 原田憲治※（衆・大阪9区）
- 岡下信子※（衆・大阪17区）
- 戸井田三郎†（衆・旧兵庫4区）
- 戸井田徹※（衆・兵庫11区）
- 服部三男雄※（参・奈良県）
- 目片信†（衆・比例近畿）
- 坂野重信†（参・鳥取県）
- 常田享詳※（参・鳥取県）
- 竹下登†（衆・島根2区）
- 竹下亘†（衆・島根2区）
- 青木幹雄†（参・島根県）
- 景山俊太郎※（参・島根県）
- 島田三郎†（参・島根県）
- 橋本岳※（衆・岡山4区）
- 橋本龍太郎†（衆・岡山4区）
- 池田道孝◆（衆・比例中国）
- 平林鴻三†（衆・比例中国）
- 上杉光弘※（衆・比例中国）
- 岡本芳郎※（衆・比例四国）
- 西田司†（衆・比例四国）
- 古賀正浩†（衆・福岡6区）
- 三原朝彦※（衆・福岡9区）
- 岩永浩美◆（参・佐賀県）
- 陣内孝雄◆（参・佐賀県）
- 久間章生※（衆・長崎2区）
- 松谷蒼一郎†（参・長崎県）
- 浦田勝※（参・熊本県）
- 木村仁†（参・熊本県）
- 田原隆†（衆・旧大分2区）
- 持永和見†（衆・宮崎3区）
- 井上吉夫†（参・鹿児島県）
- 大城眞順†（参・沖縄県）
- 仲村正治†（衆・比例九州）
- 林田彪※（衆・比例九州）
- 石井みどり◆（参・比例区）
- 井上孝†（参・比例区）
- 岩井國臣◆（参・比例区）
- 宇都隆史※（参・比例区）
- 大島慶久◆（参・比例区）
- 大浜方栄◆（参・比例区）
- 岡野裕†（参・比例区）
- 長田裕二†（参・比例区）
- 古賀雷四郎†（参・比例区）
- 須藤良太郎◆（参・比例区）
- 田辺哲夫†（参・比例区）
- 徳永正利†（参・比例区）
- 中原爽†（参・比例区）
- 堀江正夫†（参・比例区）